# Dwór w Laskowej
Drewniany dwór państwa Laskowskich w Laskowej Dolnej – drewniany, zabytkowy dwór barokowy pochodzący z 1677, własność rodziny Laskowskich, potem biskupów, Skrzyńskich, Żochowskich oraz obecnie Michałowskich. W dworze najcenniejsza jest stara dworska kaplica.

## Historia
Niedaleko centrum wsi znajduje się drewniany dwór obecnie stanowiący własność rodziny Michałowskich, jest to budynek o bogatej historii, początkowo był własnością rodziny sędziego ziemskiego sądeckiego z Lipia Laskowskiego, następnie był w rękach biskupów krakowskich, Skrzyńskich oraz Żochowskich po których został odziedziczony przez Michałowskich, chwilowo w 1945 stał się kwaterą dowódcy 1. Frontu Ukraińskiego, marszałka Iwana Koniewa.
Budynek jest parterowy, wzniesiony na planie prostokąta, posiada ściany o konstrukcji zrębowej oraz czterospadowy dach łamany w stylu polskim. Wybudowany został przed 1677 dla rodziny Laskowskich. Wspomina o nim „Inwentarz wsi Dolney Laskowey” z 1687 r. (cytat): ...dwór iest ze wszystkim z iedney strony otyniony. Piekarnie dwie, staynie, stodół dwie, spichlerzów dwa, browar, w którym kocioł dobry do piwa warzenia...
Najcenniejszą częścią dworu jest obecnie kaplica z polichromowanym religijnymi motywami i sufitem. W pobliżu dworu spichlerz i murowane stajnie.
Dwór otacza park z wiekowymi drzewami, z których niektóre uznane zostały pomnikami przyrody.
Obok dworu znajduje się kapliczka św. Jana Nepomucena.